# Усть-Урма
Усть-Урма (рос. Усть-Урма) — село Селенгинського району, Бурятії Росії. Входить до складу Сільського поселення Іройське.
Населення —  267 осіб (2015 рік). 